# Distretto di Koshrabot
Il distretto di Koshrabot (usbeco Qo`shrаbot) è uno dei 14 distretti della Regione di Samarcanda, in Uzbekistan. Il capoluogo è Koshrabot.
| Controllo di autorità | VIAF (EN) 159684597 |